# Municipio de Black Jack
El municipio de Black Jack (en inglés: Black Jack  Township) es un municipio ubicado en el  condado de Richmond en el estado estadounidense de Carolina del Norte. En el año 2010 tenía una población de 513 habitantes.

## Geografía
El municipio de Black Jack se encuentra ubicado en las coordenadas 35°2′38.54″N 79°50′4.19″O / 35.0440389, -79.8344972.